# Dolichopus beameri
Dolichopus beameri är en tvåvingeart som beskrevs av Harmston och Frank Hall Knowlton 1941. Dolichopus beameri ingår i släktet Dolichopus och familjen styltflugor.
Artens utbredningsområde är Arizona. Inga underarter finns listade i Catalogue of Life.